# Sûreté
Pour la notion juridique de sûreté (sûretés personnelles, sûretés réelles), voyez l'article : Droit des sûretés.
Pour le service de police politique à Paris de 1832 à 1913, voyez l'article : Service de la Sûreté (Paris).
Ne doit pas être confondu avec la sécurité, qui est l'état d'une situation ou d'une personne.

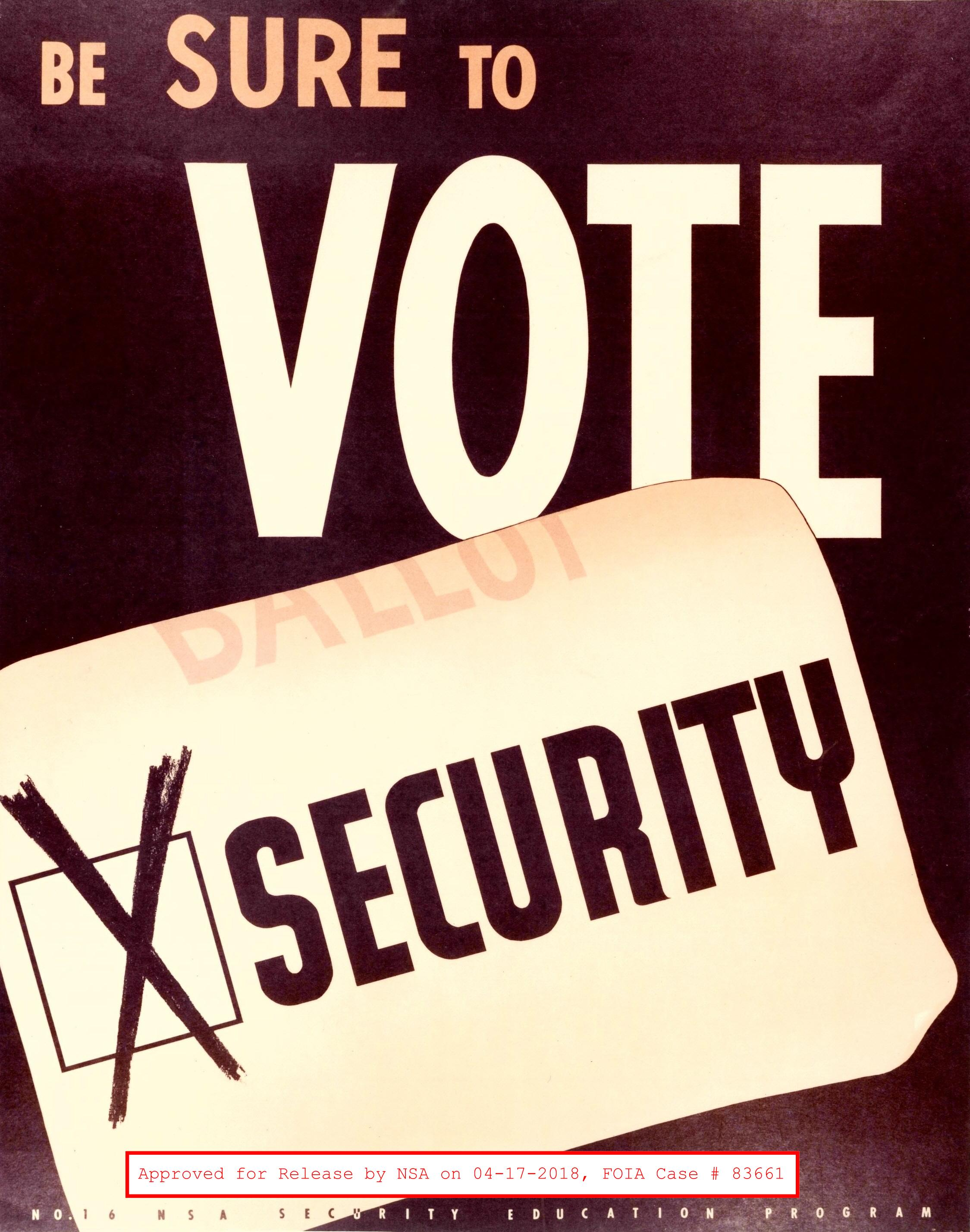
Affiche de la NSA pour la sûreté.

En politique, la sûreté est la protection contre le pouvoir ou la violence, le danger ou les menaces. Plus particulièrement, dans la déclaration des Droits de l'homme et du citoyen de 1789, la sûreté est la garantie dont dispose chaque être humain contre l'arbitraire (du pouvoir) : par exemple une arrestation, un emprisonnement ou une condamnation.

## Domaines d'application de la sûreté

### Droit

#### Droit civil
Le droit des sûretés est la partie du droit civil qui organise l'ensemble des garanties de paiement des créances à terme.

#### Droit constitutionnel
En droit constitutionnel français, la sûreté est, avec la liberté, la propriété, et la résistance à l'oppression, l'un des quatre « droits naturels et imprescriptibles de l'homme », selon l'article 2 de la déclaration des droits de l'homme et du citoyen de 1789. Elle désigne dans ce cas la sécurité ainsi que la garantie dont dispose tout individu contre une détention ou une condamnation arbitraire de l'État. Le droit à la sûreté inclut la sécurité juridique.
Dans la Charte des droits et libertés de la personne du Québec, l'article 1 dispose que « Tout être humain a droit à la vie, ainsi qu’à la sûreté, à l’intégrité et à la liberté de sa personne. Il possède également la personnalité juridique ».

#### Droit policier
En droit policier, le mot sûreté réfère à la mission de sécurité publique des corps policiers.

### Transports
Le domaine de la sûreté des transports vise à protéger les moyens de transports de biens ou de personnes de toute manœuvre criminelle. Elle est distincte de la sécurité des transports qui vise la protection contre les accidents dus à des défaillances ou des causes environnementales. Cela recouvre par exemple la sûreté des transports aériens, avec le filtrage des bagages, du fret et des passagers, et la protection des aires de manœuvres, la sûreté du transport maritime, qu'il s'agisse d'éviter la piraterie, l'usage des navires comme des armes, ou le transport illégal d'armement,, la sûreté du transport ferroviaire et la sûreté des routes.

### Systèmes techniques
Les systèmes techniques critiques sur le plan de la sûreté sont ceux dont la défaillance résulterait en la perte de la vie, un dommage significatif de propriété, ou un dommage sur l'environnement. Il y a beaucoup d'exemples bien connus dans différents domaines, comme les appareils médicaux, le contrôle aérien, les systèmes nucléaires, les armes, les substances chimiques, l'exploitation du réseau de transport de l'électricité.

### Systèmes d'information
Beaucoup de systèmes d'information modernes, qui impliquent du logiciel ou du matériel, deviennent critiques sur le plan de la sûreté à cause des pertes de contrats ou des pertes financières, ou même de pertes en vies humaines qui pourraient résulter d'une mauvaise conception ou d'une défaillance et/ou d'une attaque malveillante.
- Sûreté, une des deux propriétés théoriques fondamentales des programmes informatiques.

## Organisations de normalisation
Des organisations de normalisation existent pour promouvoir les normes de sûreté. Ce peut être des organisations privées ou des agences gouvernementales.
On peut citer :
- l'Autorité de sûreté nucléaire américaine ;
- le Comité européen de normalisation (CEN) ;
- l'AFNOR-AFAQ (fusionnés) ;
- le Mouvement français pour la qualité ;
- l'INERIS ;
- les laboratoires de test ;
- l'Autorité de sûreté nucléaire et de radioprotection ;
- l'APAVE.
- l'Organisme de contrôle G&D Audits des Systèmes de Management (G&D ASM)

## Organe policier
La Sûreté est également le nom de divers organes de police ou de renseignement. Traditionnellement en France, la première Sûreté est attribuée à Eugène-François Vidocq en 1811, puis les villes de France se dotent de services de Sûreté officielles jusqu'à ce qu'elles soient réformées avec les brigades mobiles en 1941 pour former le Service régional de police judiciaire (SRPJ).
- France
  - Sixième bureau dit Bureau de Sûreté[11],[12], créé sous le mandat du lieutenant général de police Nicolas-René Berryer (1747-1757)[13]
  - Comité de sûreté générale (1792-1795)
  - Brigade de sûreté de la Préfecture de police (1811-1832)
  - Service de Sûreté, aussi appelé police de Sûreté[14] ou encore commissariat de Sûreté, de différentes villes (1832-1941)
  - Service de la Sûreté à la préfecture de police de Paris (1832-1913)
  - Direction de la Sûreté générale (1853-1934)
  - Direction générale de la Sûreté nationale (1934-1941 ; 1944-1966)
  - Sûreté départementale (SD) et Brigade de Sûreté Urbaine (BSU) de la Direction centrale de la Sécurité publique (DCSP) (depuis 1968)
- Belgique
  - Sûreté de l'État (depuis 1832)
- Québec
  - Sûreté du Québec (depuis 1870)
- Monaco
  - Sûreté publique de Monaco (depuis 1902)[15]
- Allemagne
  - Sicherheitspolizei (« Police de sûreté ») regroupant la Gestapo et la Kripo (1936-1939)
- Maroc
  - Direction générale de la Sûreté nationale (depuis 1956)
- Algérie
  - Direction générale de la Sûreté nationale (depuis 1962)